# Gothia Cup
De Gothia Cup is het grootste en meest internationale jeugdvoetbaltoernooi ter wereld. Elk jaar nemen ongeveer 1700 teams uit 80 landen deel en spelen ze 4500 wedstrijden op 110 velden. Wat het toernooi uniek maakt, zijn de teams en deelnemers van over de hele wereld. Het is een ontmoetingsplaats voor de jeugd van de wereld, ongeacht religie, huidskleur of nationaliteit, met voetbal als gemeenschappelijke deler. De Gothia Cup vindt plaats sinds 1975.
Het toernooi werd opgericht door de voetbalclubs BK Häcken en GAIS en een lokale krant. Sinds de vroege jaren 80 is het toernooi volledig eigendom van BK Häcken. De organisatie bestaat uit acht fulltime medewerkers en tijdens het toernooi werken meer dan 2500 mensen.
Door de jaren heen hebben meer dan een miljoen spelers uit in totaal 147 landen deelgenomen aan het toernooi. De Gothia Cup gaat echter verder dan alleen een voetbaltoernooi. Het betrekken bij de omstandigheden van kinderen buiten het voetbalveld en buiten Zweden is altijd een belangrijk onderdeel geweest van de Gothia Cup. De scholen in Congo, de Gothia Special Olympics Trophy en SKF's Meet the World zijn hiervan een voorbeeld.
In 2020 is voor het eerste jaar sinds 1975 de Gothia Cup niet doorgegaan daar Corona roet in het eten gooide.